# Åros
Åros est une ville de la commune de Asker dans le comté d'Akershus, en Norvège.

## Description
Åros est situé sur la péninsule de Hurumlandet le long du côté ouest de l'Oslofjord. La rivière Åroselva, qui a longtemps été une source d'énergie fiable pour les scieries, traverse le village et se jette face à l'île de Gråøya. Åros est situé au nord du village de Sætre, à environ 40 km au sud d'Oslo et à 25 km au sud-est de Drammen. La route de comté norvégienne 11 (Fylkesvei 11) traverse Åros de Krokodden à Sætre. La gare la plus proche est située à Røyken. L'église d'Åros, datant de 1903, est ici.

### Réserve naturelle
Sur l'île de Gråøya, juste à l'est de la ville, se trouve la réserve naturelle de Gråøya.

## Galerie

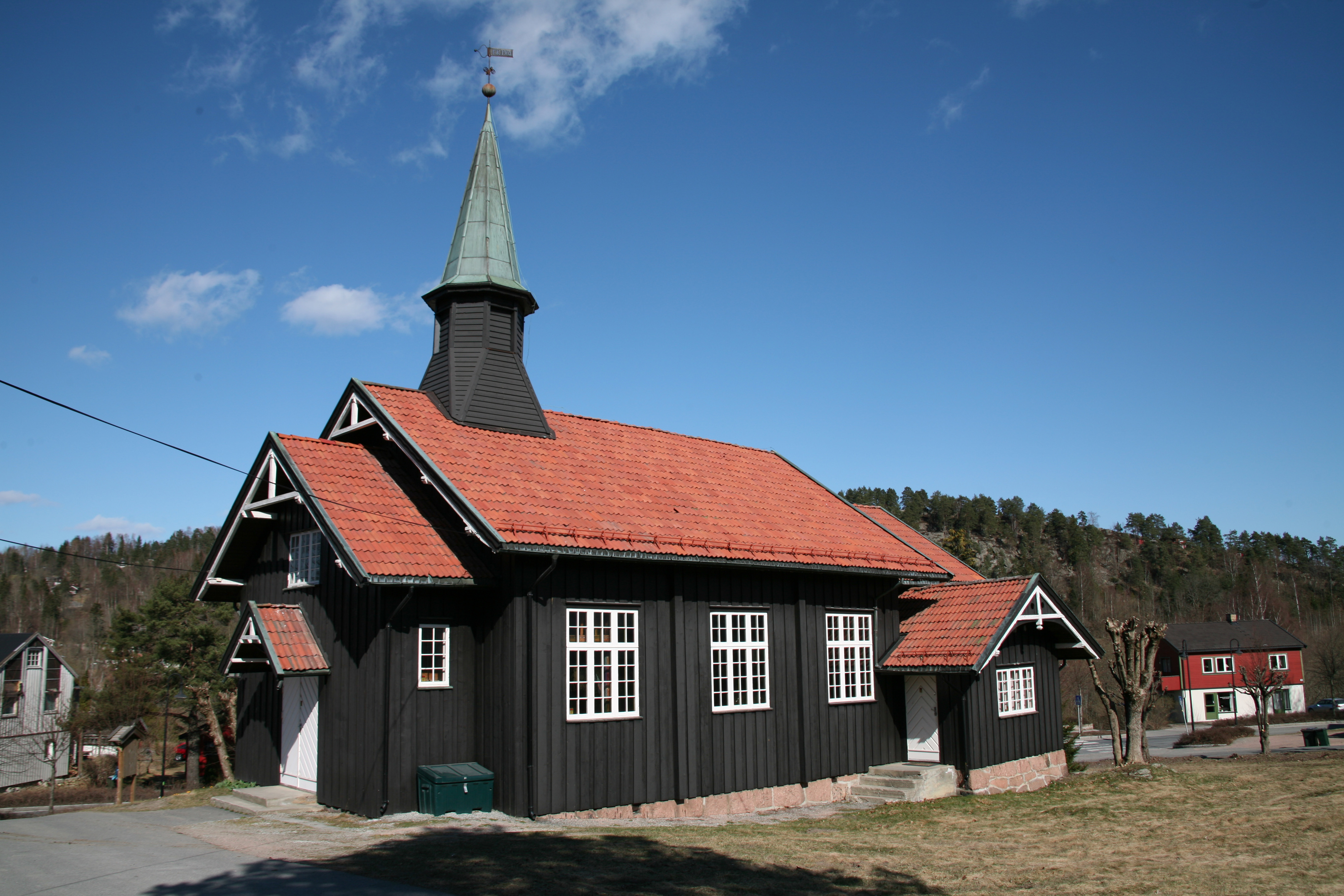
Église d'Åros
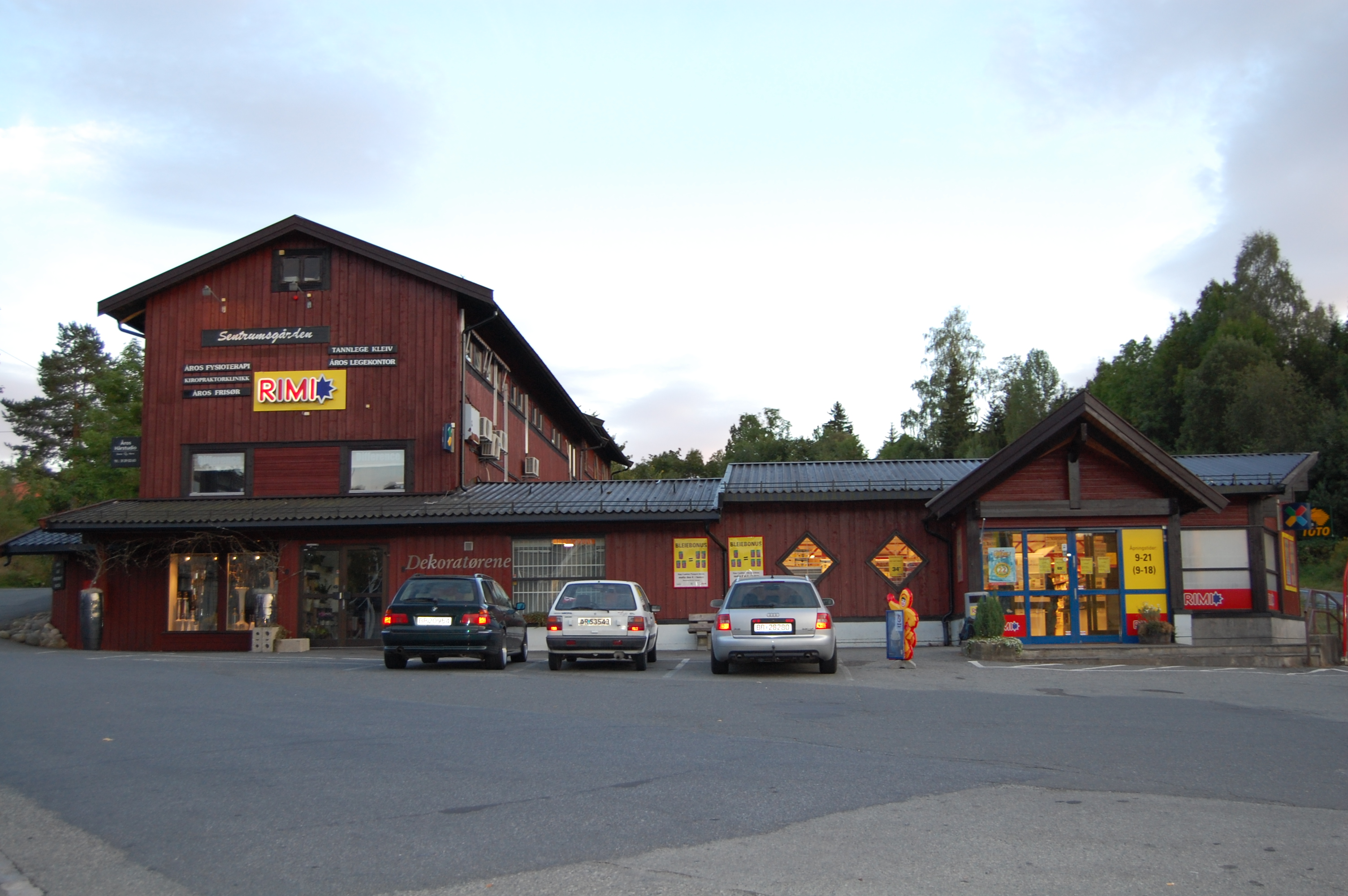
Centre ville